# Caldwell, Ohio
Caldwell är administrativ huvudort i Noble County i delstaten Ohio. Orten har fått sitt namn efter markägarna Joseph och Samuel Caldwell. Enligt 2010 års folkräkning hade Caldwell 1 748 invånare.